# Orthosia dusenii
Orthosia dusenii är en oleanderväxtart som först beskrevs av Gustaf Oskar Andersson Malme, och fick sitt nu gällande namn av J. Fontella Pereira. Orthosia dusenii ingår i släktet Orthosia och familjen oleanderväxter. Inga underarter finns listade i Catalogue of Life.